# Caio Élio Peto
Caio Élio Peto (em latim: Gaius Aelius Paetus) foi um político da gente Élia da República Romana, eleito cônsul em 286 a.C. com Marco Valério Máximo Potito.

## Consulado (286 a.C.)
Foi eleito cônsul em 286 a.C. com Marco Valério Máximo Potito, mas só sabemos disto por causa dos Fastos Consulares. Como a segunda década da história de Lívio se perdeu, não se sabe os feitos de seu consulado. Plínio conta que o ano foi marcado pelos conflitos decorrentes da outorga da Lei Hortência pelo ditador Quinto Hortêncio no ano anterior.
É possível que tenha sido neste ano que um tribuno da plebe chamado Aquílio passou a Lex Aquilia Damno, que protegia os cidadãos romanos de certas formas de furto, vandalismo e destruição de propriedade.